# Gours
Cet article possède des paronymes, voir Fours et Tours.
Gours est une commune française située dans le département de la Gironde, en région Nouvelle-Aquitaine.

## Géographie

### Généralités

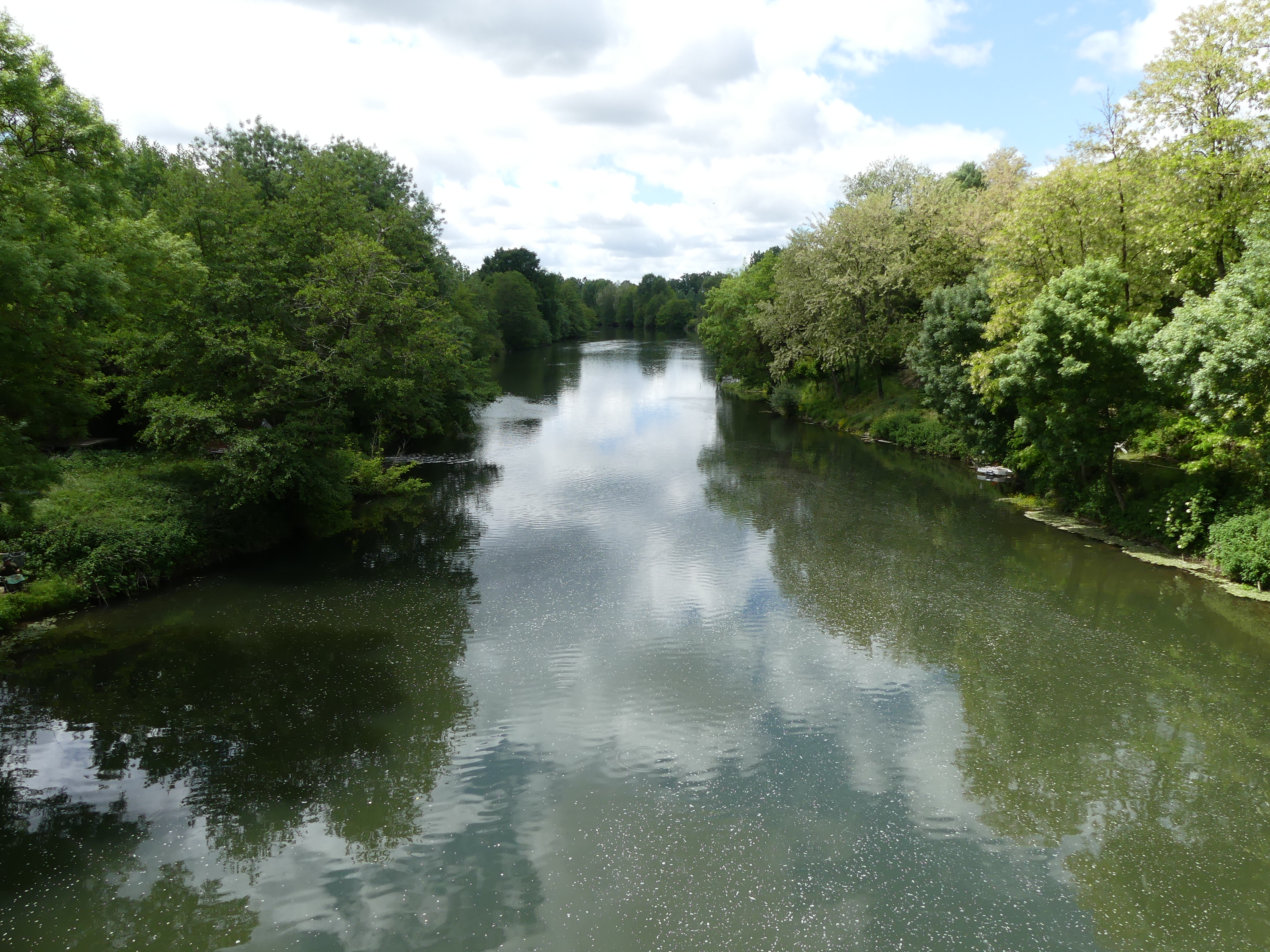
L'Isle entre Gours (à gauche) et Saint-Antoine-sur-l'Isle (à droite).

Dans le nord-est de la Gironde, Gours est une commune limitrophe du département de la Dordogne. Elle est bordée au nord par l'Isle sur plus de deux kilomètres. Traversée par le 45e parallèle nord, elle est de ce fait située à égale distance du pôle Nord et de l'équateur terrestre (environ 5 000 km). Elle fait partie de l'unité urbaine de Montpon-Ménestérol et faisait partie jusqu'en 2019 de l'aire urbaine de Montpon-Ménestérol.
Traversé par la route départementale (RD) 121E1, le petit bourg de Gours se situe, en distances orthodromiques, onze kilomètres à l'ouest de Montpon-Ménestérol et treize kilomètres à l'est-sud-est de Coutras.
Le territoire communal est également desservi par les RD 121 et 6089, par l'autoroute A89 dont les échangeurs les plus proches du bourg sont ceux de Coutras et de Montpon-Ménestérol, ainsi que par la ligne ferroviaire Bordeaux - Périgueux dont la gare la plus proche, à trois kilomètres et demi par la route est celle  de Saint-Seurin-sur-l'Isle.

### Communes limitrophes
Gours est limitrophe de cinq autres communes, dont deux dans le département de la Dordogne. Au nord-est, son territoire est distant d'une centaine de mètres de celui du Pizou, également en Dordogne.
|                         | Saint-Antoine-sur-l'Isle |                        |
| Saint-Seurin-sur-l'Isle | Gours                    | Moulin-Neuf (Dordogne) |
| Puynormand              | Minzac (Dordogne)        |                        |

### Climat
Pour des articles plus généraux, voir Climat de la Nouvelle-Aquitaine et Climat de la Gironde.
Historiquement, la commune est exposée à un climat océanique aquitain.  
En 2020, Météo-France publie une typologie des climats de la France métropolitaine dans laquelle la commune est exposée à un climat océanique et est dans la région climatique  Aquitaine, Gascogne, caractérisée par une pluviométrie abondante au printemps, modérée en automne, un faible ensoleillement au printemps, un été chaud (19,5 °C), des vents faibles, des brouillards fréquents en automne et en hiver et des orages fréquents en été (15 à 20 jours).
Pour la période 1971-2000, la température annuelle moyenne est de 12,7 °C, avec une amplitude thermique annuelle de 15,1 °C. Le cumul annuel moyen de précipitations est de 838 mm, avec 11,6 jours de précipitations en janvier et 6,5 jours en juillet. Pour la période 1991-2020, la température moyenne annuelle observée sur la station météorologique la plus proche, située sur la commune de Saint-Émilion à 18 km à vol d'oiseau, est de 13,9 °C et le cumul annuel moyen de précipitations est de 798,1 mm,. Pour l'avenir, les paramètres climatiques de la commune estimés pour 2050 selon différents scénarios d’émission de gaz à effet de serre sont consultables sur un site dédié publié par Météo-France en novembre 2022.

## Urbanisme

### Typologie
Au 1er janvier 2024, Gours est catégorisée commune rurale à habitat dispersé, selon la nouvelle grille communale de densité à sept niveaux définie par l'Insee en 2022.
Elle appartient à l'unité urbaine de Montpon-Ménestérol, une agglomération inter-départementale regroupant sept  communes, dont elle est une commune de la banlieue,,. La commune est en outre hors attraction des villes,.

### Occupation des sols

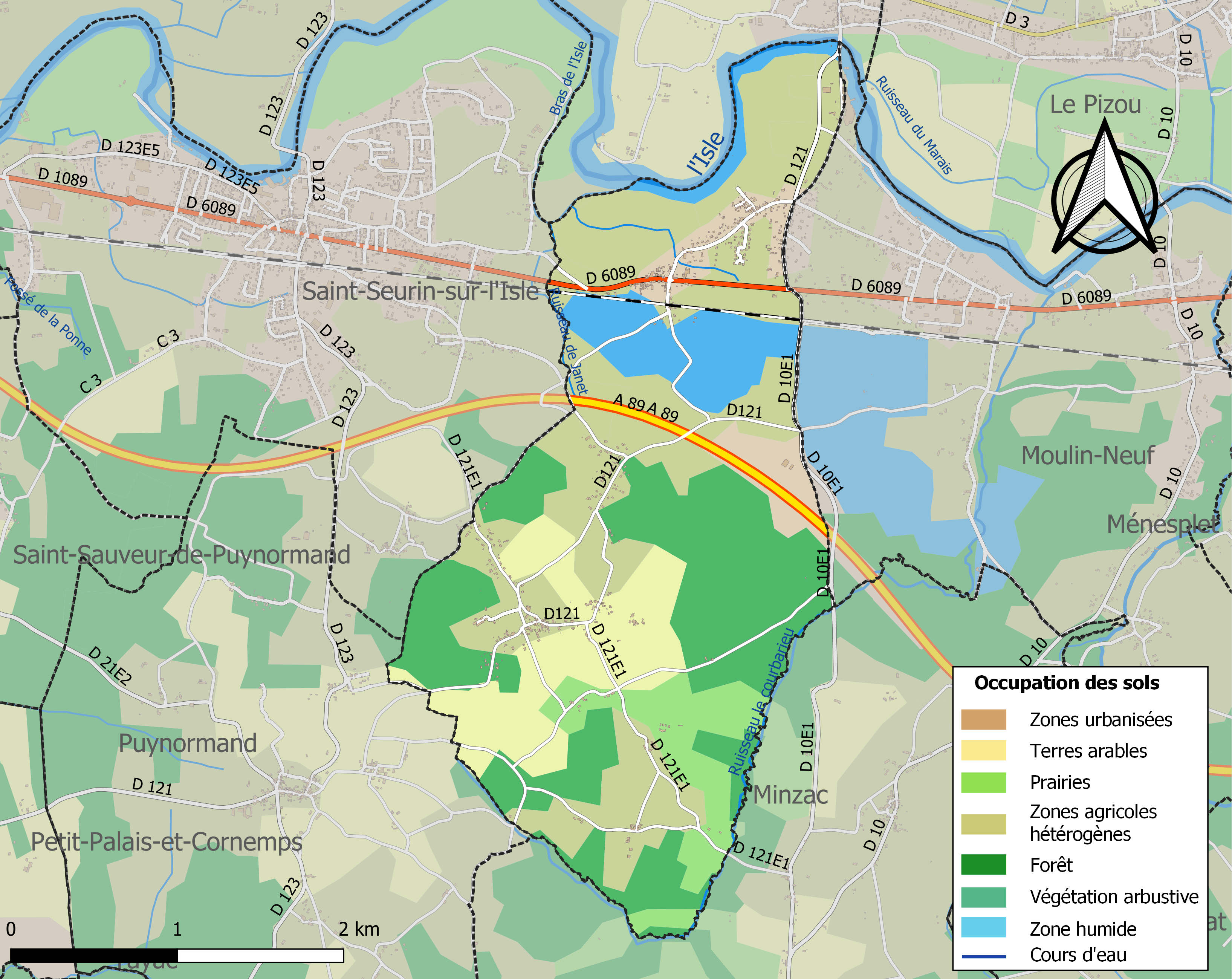
Carte des infrastructures et de l'occupation des sols de la commune en 2018 (CLC).

L'occupation des sols de la commune, telle qu'elle ressort de la base de données européenne d’occupation biophysique des sols Corine Land Cover (CLC), est marquée par l'importance des territoires agricoles (57,2 % en 2018), en diminution par rapport à 1990 (65,3 %). La répartition détaillée en 2018 est la suivante : 
zones agricoles hétérogènes (36,9 %), forêts (27,7 %), cultures permanentes (12,7 %), eaux continentales (8,9 %), prairies (7,6 %), zones urbanisées (3,1 %), zones industrielles ou commerciales et réseaux de communication (3 %). L'évolution de l’occupation des sols de la commune et de ses infrastructures peut être observée sur les différentes représentations cartographiques du territoire : la carte de Cassini (XVIIIe siècle), la carte d'état-major (1820-1866) et les cartes ou photos aériennes de l'IGN pour la période actuelle (1950 à aujourd'hui).

### Risques majeurs
Le territoire de la commune de Gours est vulnérable à différents aléas naturels : météorologiques (tempête, orage, neige, grand froid, canicule ou sécheresse), inondations, mouvements de terrains et séisme (sismicité très faible). Un site publié par le BRGM permet d'évaluer simplement et rapidement les risques d'un bien localisé soit par son adresse soit par le numéro de sa parcelle.
Certaines parties du territoire communal sont susceptibles d’être affectées par le risque d’inondation par débordement de cours d'eau, notamment l'Isle. La commune a été reconnue en état de catastrophe naturelle au titre des dommages causés par les inondations et coulées de boue survenues en 1982, 1983, 1999 et 2009,.
Les mouvements de terrains susceptibles de se produire sur la commune sont des tassements différentiels.

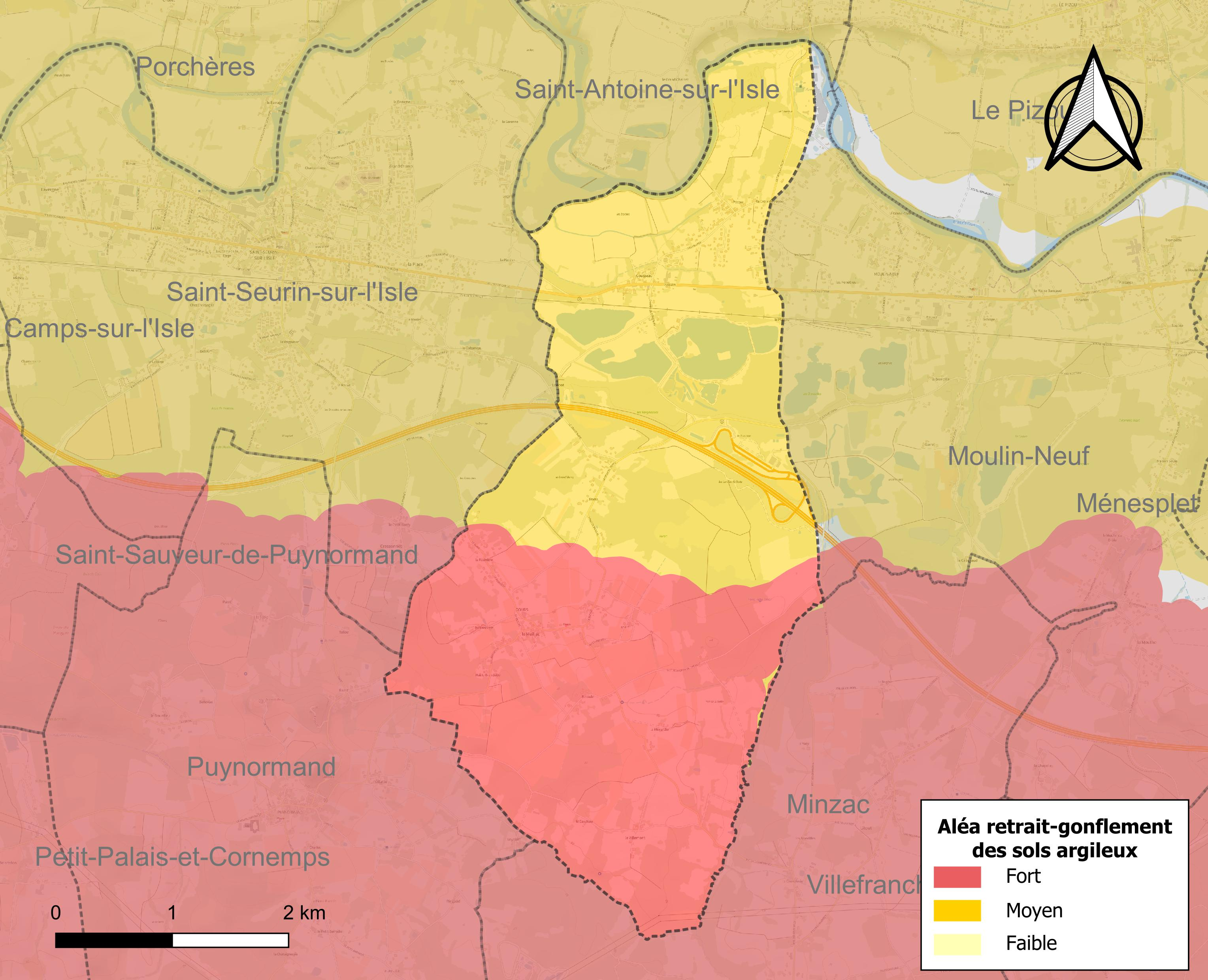
Carte des zones d'aléa retrait-gonflement des sols argileux de Gours.

Le retrait-gonflement des sols argileux est susceptible d'engendrer des dommages importants aux bâtiments en cas d’alternance de périodes de sécheresse et de pluie. La totalité de la commune est en aléa moyen ou fort (67,4 % au niveau départemental et 48,5 % au niveau national). Sur les 268 bâtiments dénombrés sur la commune en 2019,  268 sont en aléa moyen ou fort, soit 100 %, à comparer aux 84 % au niveau départemental et 54 % au niveau national. Une cartographie de l'exposition du territoire national au retrait gonflement des sols argileux est disponible sur le site du BRGM,.
Par ailleurs, afin de mieux appréhender le risque d’affaissement de terrain, l'inventaire national des cavités souterraines permet de localiser celles situées sur la commune.
Concernant les mouvements de terrains, la commune a été reconnue en état de catastrophe naturelle au titre des dommages causés par la sécheresse en 1997, 1998, 2003, 2009, 2011, 2012 et 2017 et par des mouvements de terrain en 1999.

## Toponymie
Le nom du lieu dérive du latin gurges signifiant « gouffre ».

## Politique et administration
| Période                                  | Période  | Identité     | Étiquette | Qualité                    |
| ---------------------------------------- | -------- | ------------ | --------- | -------------------------- |
| Les données manquantes sont à compléter. |          |              |           |                            |
|                                          |          |              |           |                            |
| 1945                                     | 1995     | Jean Lagrue  |           |                            |
|                                          |          |              |           |                            |
| mars 2008 (réélu en mai 2020)            | En cours | Alain Paigne |           | Retraité Fonction publique |

## Démographie
L'évolution du nombre d'habitants est connue à travers les recensements de la population effectués dans la commune depuis 1793. Pour les communes de moins de 10 000 habitants, une enquête de recensement portant sur toute la population est réalisée tous les cinq ans, les populations de référence des années intermédiaires étant quant à elles estimées par interpolation ou extrapolation. Pour la commune, le premier recensement exhaustif entrant dans le cadre du nouveau dispositif a été réalisé en 2006.

En 2022, la commune comptait 523 habitants, en évolution de −6,27 % par rapport à 2016 (Gironde : +6,91 %, France hors Mayotte : +2,11 %).
| 1793 | 1800 | 1806 | 1821 | 1831 | 1836 | 1841 | 1846 | 1851 |
| ---- | ---- | ---- | ---- | ---- | ---- | ---- | ---- | ---- |
| 314  | 334  | 351  | 386  | 394  | 402  | 400  | 406  | 410  |

| 1856 | 1861 | 1866 | 1872 | 1876 | 1881 | 1886 | 1891 | 1896 |
| ---- | ---- | ---- | ---- | ---- | ---- | ---- | ---- | ---- |
| 422  | 414  | 465  | 440  | 452  | 400  | 363  | 371  | 321  |

| 1901 | 1906 | 1911 | 1921 | 1926 | 1931 | 1936 | 1946 | 1954 |
| ---- | ---- | ---- | ---- | ---- | ---- | ---- | ---- | ---- |
| 381  | 350  | 355  | 380  | 352  | 327  | 345  | 308  | 374  |

| 1962 | 1968 | 1975 | 1982 | 1990 | 1999 | 2006 | 2011 | 2016 |
| ---- | ---- | ---- | ---- | ---- | ---- | ---- | ---- | ---- |
| 354  | 322  | 317  | 335  | 367  | 373  | 387  | 448  | 558  |

| 2021 | 2022 | - | - | - | - | - | - | - |
| ---- | ---- | - | - | - | - | - | - | - |
| 544  | 523  | - | - | - | - | - | - | - |

## Lieux et monuments
- Église Saint-Pierre de Gours. L'édifice a été inscrit au titre des monuments historique en 1925[28].